# Evangelii nuntiandi
Evangelii nuntiandi (Evangelização no mundo moderno) (abreviação: EN) é uma exortação apostólica emitida em 8 de dezembro de 1975 pelo Papa Paulo VI sobre o tema da evangelização católica. O título, retirado das palavras iniciais do texto original em latim, significa "na proclamação do Evangelho". Afirma o papel de todo cristão, não apenas ministros, sacerdotes e diáconos ordenados, ou funcionários religiosos ou profissionais da igreja, na divulgação do Evangelho de Jesus Cristo.
Paulo VI convocou um sínodo para se reunir em setembro de 1974 para definir o que os católicos querem dizer com "evangelização". A exortação, que apareceu no final de 1975, reflete o trabalho desse sínodo. O termo, embora antigo, foi e é ambíguo para muitos. Evangelii nuntiandi deu princípios teológicos para orientar os membros a entender o que significa a palavra evangelização e como ela se aplica ao católico romano comum. Ao fazer isso, o documento enfatizou que o mundo moderno enfatizava imagens mais que palavras. Como tal, o mundo precisa ver testemunhas de uma nova maneira de viver possível para ser introduzida nas Boas Novas/ Evangelho.
Na época do sínodo, o cardeal Karol Wojtyla, o arcebispo de Cracóvia e o futuro papa João Paulo II, era consultor do Pontifício Conselho para os Leigos. Ele atuou como relator geral ou secretário de gravação do sínodo e participou extensivamente da redação original de Evangelii nuntiandi.

## Conteúdo
A exortação tem uma introdução seguida por sete seções. A introdução articula a evangelização como o serviço principal da Igreja. A primeira seção destaca a conexão entre Cristo evangelizador e sua Igreja, que imita seu exemplo. Na segunda seção, Paulo VI e o Sínodo dos Bispos propõem uma definição de evangelização em contraste com todas as outras concepções possíveis do termo. A terceira seção explica o conteúdo da evangelização. O quarto descreve os métodos de evangelização. A quinta denota os beneficiários da evangelização, enquanto a sexta seção esclarece quem são os obreiros da evangelização. A sétima e última seção considera o Espírito de evangelização.

## Citações
- Evangelizar é de fato a graça e a vocação próprias da Igreja, sua identidade mais profunda. Ela existe para evangelizar, ou seja, para pregar e ensinar, ser o canal do dom da graça, reconciliar pecadores com Deus e perpetuar o sacrifício de Cristo na Missa, que é o memorial de Sua morte e ressurreição gloriosa.[5]
- A Igreja é a depositária das Boas Novas a serem proclamadas. As promessas da Nova Aliança em Jesus Cristo, os ensinamentos do Senhor e dos apóstolos, a Palavra da vida, as fontes da graça e a bondade de Deus, o caminho da salvação - todas essas coisas foram confiadas a ela. É o conteúdo do Evangelho e, portanto, da evangelização, que ela preserva como uma herança viva preciosa, não para mantê-lo oculto, mas para comunicá-lo.[6]

## Relação com a nova evangelização
Evangelii Nuntiandi é citado frequentemente como fonte da Nova Evangelização da Igreja Católica, que foi descrita pelo Papa João Paulo II como um apelo a cada pessoa para aprofundar a fé em Deus, acreditar na mensagem do Evangelho e proclamar as Boas Novas. O foco da Nova Evangelização exige que todos sejam evangelizados e depois prossigam para evangelizar os outros. Ele se concentra em re-propor o Evangelho àqueles que experimentaram uma crise de fé. De acordo com um Centro de Pesquisa Aplicada de 2008 no estudo Apostolado, apenas 23% dos católicos dos EUA participam regularmente da missa uma vez por semana, enquanto 77% se identificam como orgulhosos de serem católicos. A Nova Evangelização convida cada católico a renovar seu relacionamento com Jesus Cristo e sua Igreja. Ela se esforça para dar a todos os católicos a força de fazer uma mudança na vida de cada um como uma nova vida em Cristo através dos dons de fé, esperança, amor.

## Papa Francisco sobre Evangelii Nuntiandi
O Papa Francisco se referiu a Evangelii Nuntiandi como "o maior documento pastoral escrito até hoje" e dirigiu a leitura e releitura da EN entre bispos e cardeais. Sua primeira exortação apostólica, Evangelii Gaudium, citou Evangelii Nuntiandi em uma seção sobre piedade popular.